# 杜弘域
杜弘域（？—1645年），字開之，蘇州府崑山縣人，明朝、南明軍事人物。

## 生平
杜弘域是杜文煥的兒子，天啟初年曾擔任延綏副總兵。天啟七年（1627年）父親支援遼東，他立刻升任總兵代鎮延綏，累積資歷至左都督。崇禎年間，他監督河池、浦口兩營，阻止流寇南渡有功；至十三年（1640年）時移往浙江。弘光帝即位，改京營為五軍、神樞、神機三大營，以他、楊御蕃、牟文綬補任三大營的一營至五營總兵；卞啟光、竇國寧、胡文若則為三大營的六營至十營總兵；詹世勳等人補正副號首。杜弘域以右軍都督府僉書提督大校場，請求徵收酒稅籌措軍費，很快獲命提督池州、太平。弘光帝臨幸黃得功軍營，從蕪湖往浙江，他隨行而封崇明伯、卜從善封城固伯。清兵突然來到，他的部下潰散，與徐同貞、李敷榮、朱之卿遣散步眾，侍逢父親歸鄉。隆武帝繼位，晉封杜弘域為侯爵，他沒有前往，不久去世。

## 引用
1. 1 2  錢海岳《南明史·卷三十八·列傳第十四》：杜文煥，字日章，崑山人。……子弘域，字開之。天啟初，歷延綏副總兵。七年，文煥援遼，即擢總兵代鎮，積資至左都督。崇禎中，督河池、浦口二營，遏寇南渡有功。十三年，移浙江。
2. ↑  錢海岳《南明史·卷三十八·列傳第十四》：安宗立，改京營為五軍、神樞、神機三大營，以弘域、楊御蕃、牟文綬補三大營總兵，各統一營至五營。卞啟光、竇國寧、胡文若補三大營總兵，各統六營至十營。詹世勳等各補正副號首。弘域以右軍都府僉書提督大校場，請徵酒稅助餉，尋命提督池、太。上幸黃得功營，將自蕪湖趨浙，以弘域扈從，封崇明伯。同時卜從善亦封城固伯。清兵猝至，弘域兵潰，乃與徐同貞、李敷榮、朱之卿各散眾，後侍文煥歸里。紹宗立，晉侯，未赴，久之卒。